# В степах України (фільм)
«В степах України» — радянський художній фільм-вистава, знята режисерами Гнатом Юра та Тимофієм Левчуком у 1952 році на кіностудії ім. А. Довженка за мотивами однойменної п'єси О. Є. Корнійчука.
Постановка Київського державного академічного українського театру ім. Ів. Франка.
Прем'єра фільму відбулася 7 листопада 1952 року.

## Сюжет
Фільм — колгоспна комедія на підтримку колгоспного руху. У ньому, як і у спектаклі вперше досконало О. Є. Корнійчук застосував комедійні, а часом навіть фарсові засоби для досягнення ідеологічного ефекту та боротьби проти пережитків старої психології за нове соціалістичне колгоспне село. Завдяки своєму гострому гумору, п'єса мала великий успіх у глядачів. Й. В. Сталін писав О. Є. Корнійчуку: «Товаришу Корнійчук! Прочитав вашу п'єсу „У степах України“. Реготав від душі. Й. Сталін».
Фільм оповідає про двох голів колгоспів, друзів, бойових товаришів — Чесноку (Дмитро Мілютенко) та Галушку (Юрій Шумський), які по-різному керують колгоспним господарством і кожен вважає свій метод правильним.

## В ролях
- Дмитро Мілютенко — Селівон Іванович Часник, голова колгоспу «Смерть капіталізму»
- Юрій Шумський — Кондрат Галушка, голова колгоспу «Тихе життя»
- Любов Комарецька — Палашка, дружина Часника
- Василь Дашенко — Грицько, син Часника
- Варвара Чайка — Параска, дружина Галушки
- Надія Новацька — Галя, дочка Галушки
- Микола Яковченко — Філімон Філімонович Довгоносик, постачальник
- Віктор Добровольський — Петренко, секретар обкому партії
- Ольга Кусенко — Катерина, трактористка
- Олексій Омельчук — Олексій, комбайнер
- Іван Маркевич — Редька, старший міліціонер
- Костянтин Кульчицький — дід Тарас
- Габріель Нелідов-Френкель — дід Остап
- Микола Панасьєв — Пуп
- Петро Сергієнко — Семен Михайлович Будьонний

## Знімальна група
- Режисер : Гнат Юра, Тимофій Левчук
- Сценарист: Олександр Корнійчук
- Оператор: Михайло Чорний
- Композитор; Юлій Мейтус
- Художник-постановник: Михайло Юферов
- Звукооператор: Н. М. Авраменко
- Хореографія: Н. Шуварська
- Диригент: Ю. Сятковський
- Директор: С. Бабанів